# Caladenia longicauda
Caladenia longicauda es una especie de orquídea de hábito terrestre del género Caladenia. Es nativa de Australia.

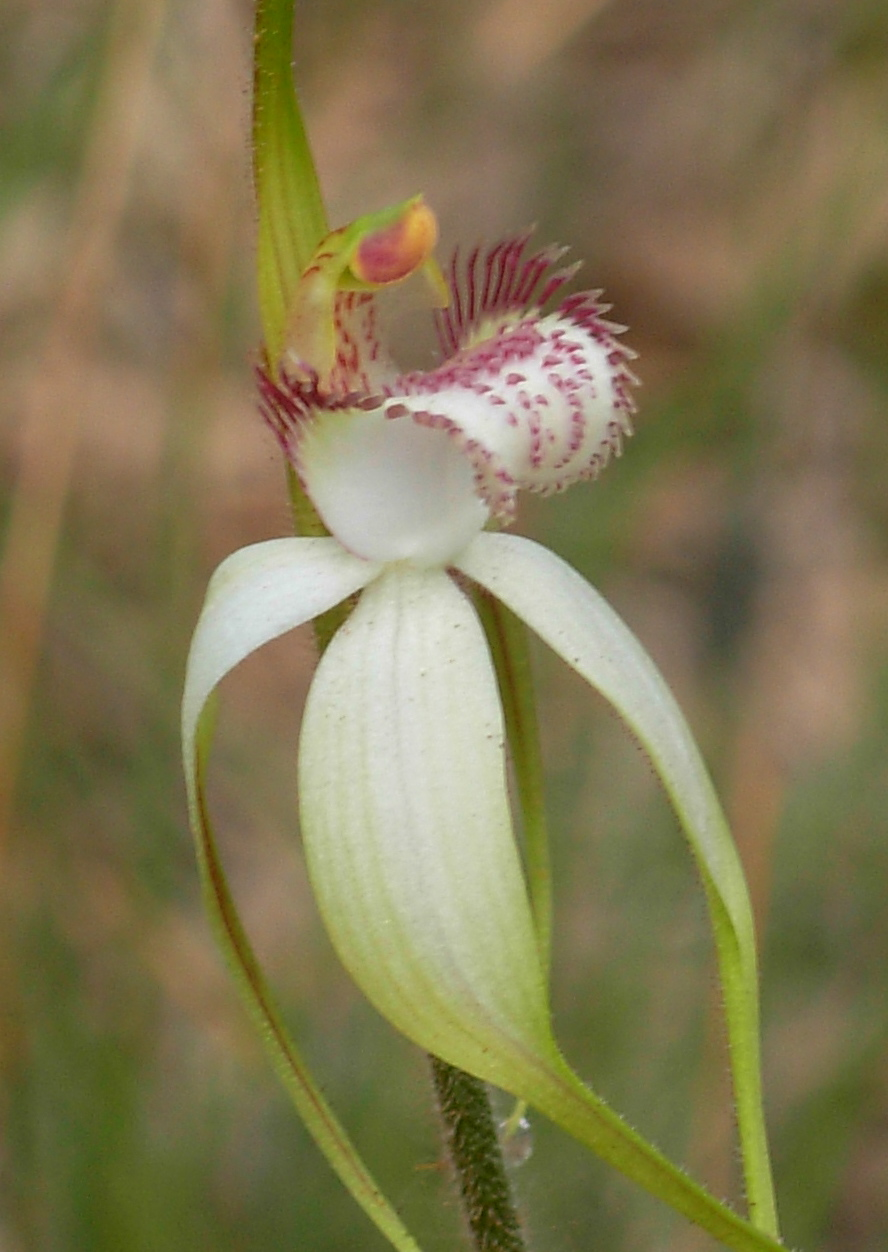

## Descripción
Es una orquídea de gran tamaño, que prefiere el clima fresco a frío, de hábito terrestre que crece en el sur de Australia Occidental, en alturas de 100 a 300 metros en los bosques abiertos con una única hoja suave que florece  en una inflorescencia erecta de 85 cm de largo, con 1 a 5 flores de 6 a 9 cm de longitud. La floración se produce en primavera.

## Taxonomía
Caladenia longicauda fue descrita por Robert Brown  y publicado en A Sketch of the Vegetation of the Swan River Colony. . . . 26: 52, t. 8. 1840.
Etimología
Caladenia: nombre genérico que  deriva de las palabras griegas calos (que significa hermosa) y adén (es decir, las glándulas), refiriéndose al colorido labelo y las brillantes glándulas en la base de la columna que adornan muchas de las especies.
longicauda: epíteto latino que significa "con larga cola".
Variedades
- Caladenia longicauda subsp. albella Hopper & A.P.Br.
- Caladenia longicauda subsp. australora Hopper & A.P.Br.
- Caladenia longicauda subsp. borealis Hopper & A.P.Br.
- Caladenia longicauda subsp. calcigena Hopper & A.P.Br.
- Caladenia longicauda subsp. clivicola Hopper & A.P.Br.
- Caladenia longicauda subsp. crassa Hopper & A.P.Br.
- Caladenia longicauda subsp. eminens (Domin) Hopper & A.P.Br.
- Caladenia longicauda subsp. longicauda
- Caladenia longicauda subsp. merrittii Hopper & A.P.Br.
- Caladenia longicauda subsp. redacta Hopper & A.P.Br.
- Caladenia longicauda subsp. rigidula Hopper & A.P.Br.

Sinonimia
- Caladenia patersonii var. longicauda (Lindl.) R.S. Rogers (1920)
- Arachnorchis longicauda (Lindl.) D.L. Jones & M.A. Clem. (2001)
- Calonema longicaudum (Lindl.) Szlach. (2001)
- Calonemorchis longicauda (Lindl.) Szlach. (2001)[5]